# Forças de aviação do Império Otomano

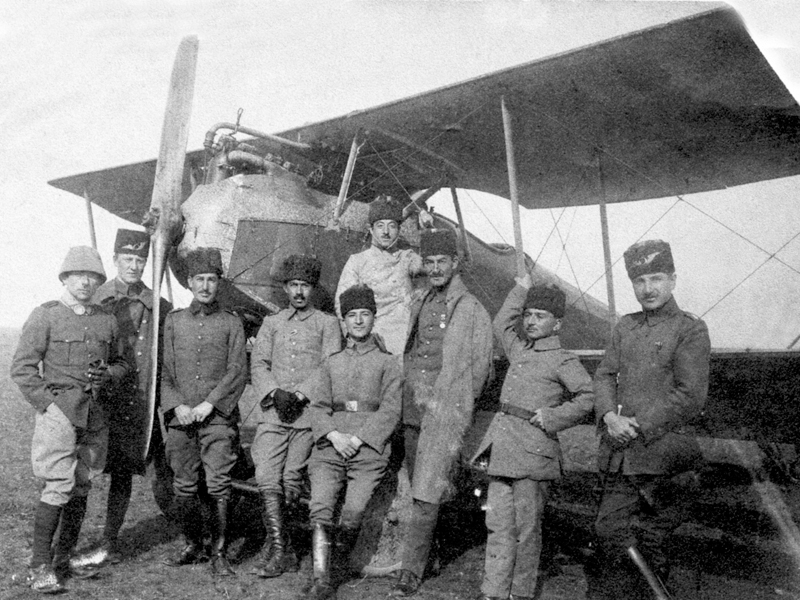
Um avião Halberstadt D.II com uma tripulação otomana.

As Forças de aviação do Império Otomano foram unidades de aviação do Exército e da Marinha do Império Otomano. A história destas forças de aviação datam a partir de Junho de 1909 ou Julho de 1911. A organização destas forças é muitas vezes referida como a Força Aérea do Império Otomano. O pico máximo destas forças de aviação foi atingido em Dezembro de 1916, quando o Império Otomano detinha uma frota de 90 aeronaves.
Com a assinatura do Armistício de Mudros a 30 de Outubro de 1918, a aviação militar otomana chegou ao fim. Na altura do armistício, os otomanos tinham uma força de 100 pilotos e 80 aeronaves.